# Descente (entreprise)
Pour les articles homonymes, voir Descente.
Descente Ltd. (株式会社デサント, Kabushiki-gaisha Desanto) est un fabricant japonais de vêtements de sport et d'accessoires; la société a été créée en 1935, par Takeo Ishimoto à Osaka sous le nom d'"Ishimoto Shoten". Le logo de l'entreprise, qui a plus de 50 ans, représente les trois techniques de base du ski - descente, schuss et dérapage. Descente est propriétaire d'un portefeuille de 16 marques sous licence, dont Descente, Shiseist, Arena, Marmottes et Srixon.

## Histoire
Le précurseur de la société, un magasin de détail de vêtements pour hommes, appelé Ishimoto Shoten, a été fondé en 1935. Il a commencé à développer des vêtements de ski en 1954, et la marque Descente a été enregistrée en 1961. Les pantalons de ski « Demopants » ont été lancés en 1974, suivis en 1979 par le « Magic Suit », Un système portable de chauffage, appelé la veste "Mobile Thermo" a été introduit en 1998.
En 2002, la compagnie a collaboré avec la directrice artistique et conceptrice de costumes Eiko Ishioka pour la création de la ligne Vortex, utilisée par les équipes japonaise, suisse, espagnole et canadienne lors des Jeux olympiques d'hiver de 2002,. Parmi les autres produits depuis 2000, on compte la ligne Mizusawa Down, la sous-combinaison E-liner pour le ski et le patinage de vitesse et  la gamme de bandes de soutien ACXEL.

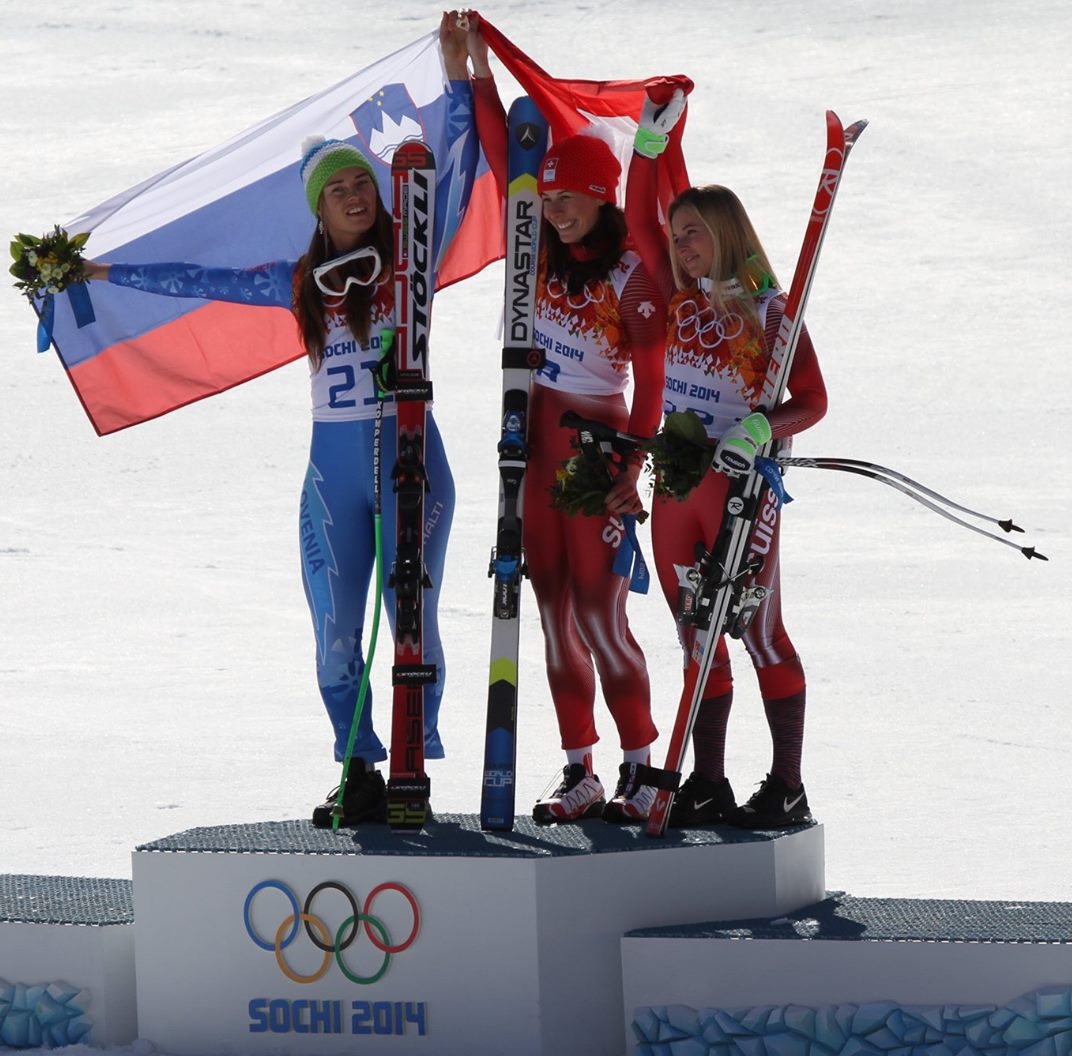
Dominique Gisin et Lara Gut portent des combinaisons de ski Descente aux Jeux olympiques d'hiver de 2014

L'entreprise a remporté la Médaille d'Or ISPO pour sa veste ALLTERRAIN en 2013.

## Parrainages

### Patinage de vitesse
La société a parrainé  l'équipe de patinage de vitesse des États-Unis dans les années 1970 et 1980, notamment Eric Heiden, qui a remporté cinq médailles d'or aux jeux Olympiques d'Hiver de 1980.

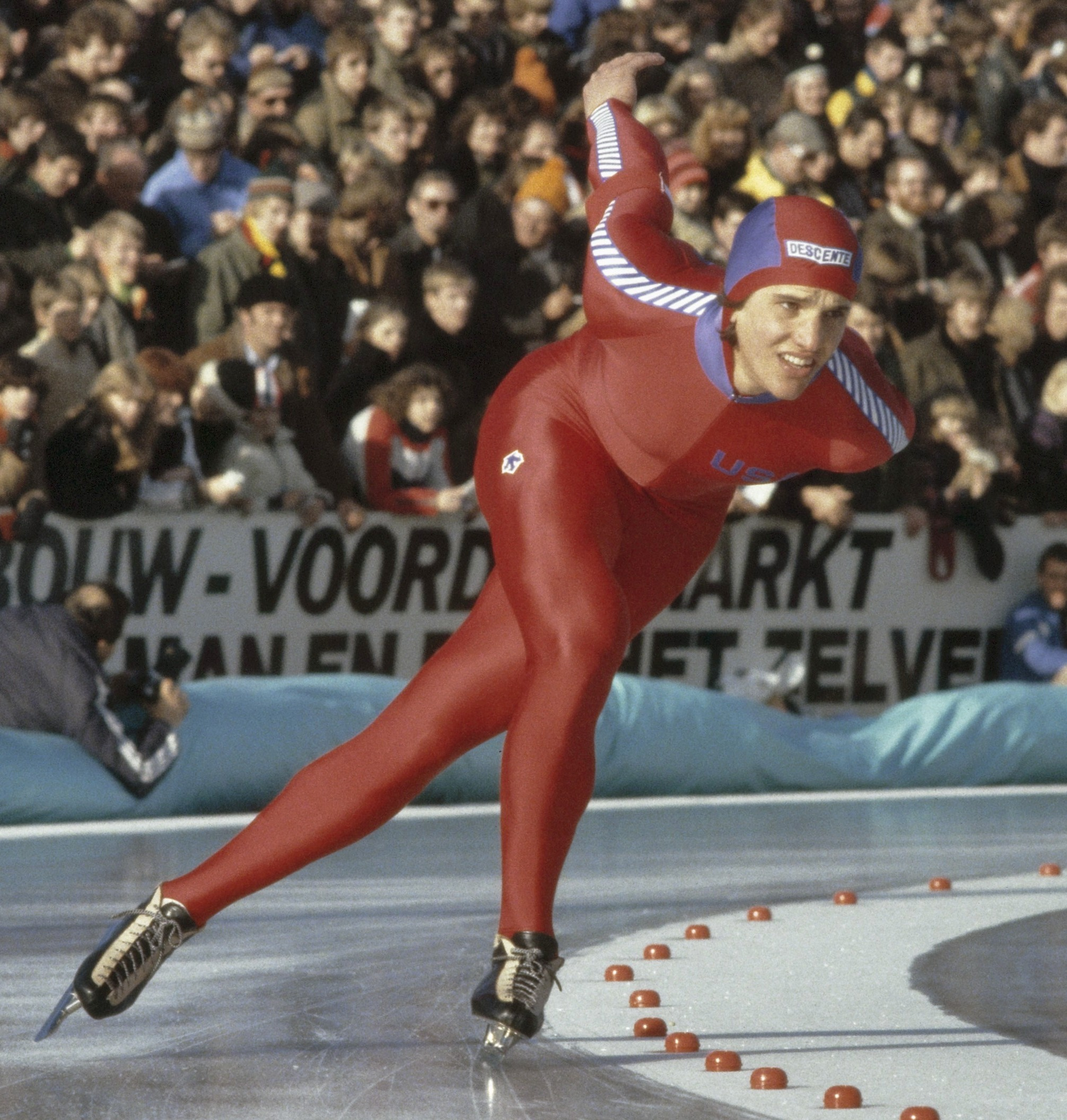
Eric Heiden

Elle a également été une fournisseuse de l'équipe canadienne de patinage de vitesse.

### Ski
L’équipe de ski des États-Unis, pendant les années 1980, et plus tard, l'équipe de ski alpin de la Suisse ont été équipées avec les vêtements de ski de la société,.

### Cyclisme
Descente a équipé l'Équipe cycliste 7-Eleven et l'Équipe cycliste Tinkoff, deux équipes en lice au UCI World Tour.

### Baseball
La société est le sponsor officiel des vêtements et des uniformes de la Équipe de Corée du Sud de baseball.

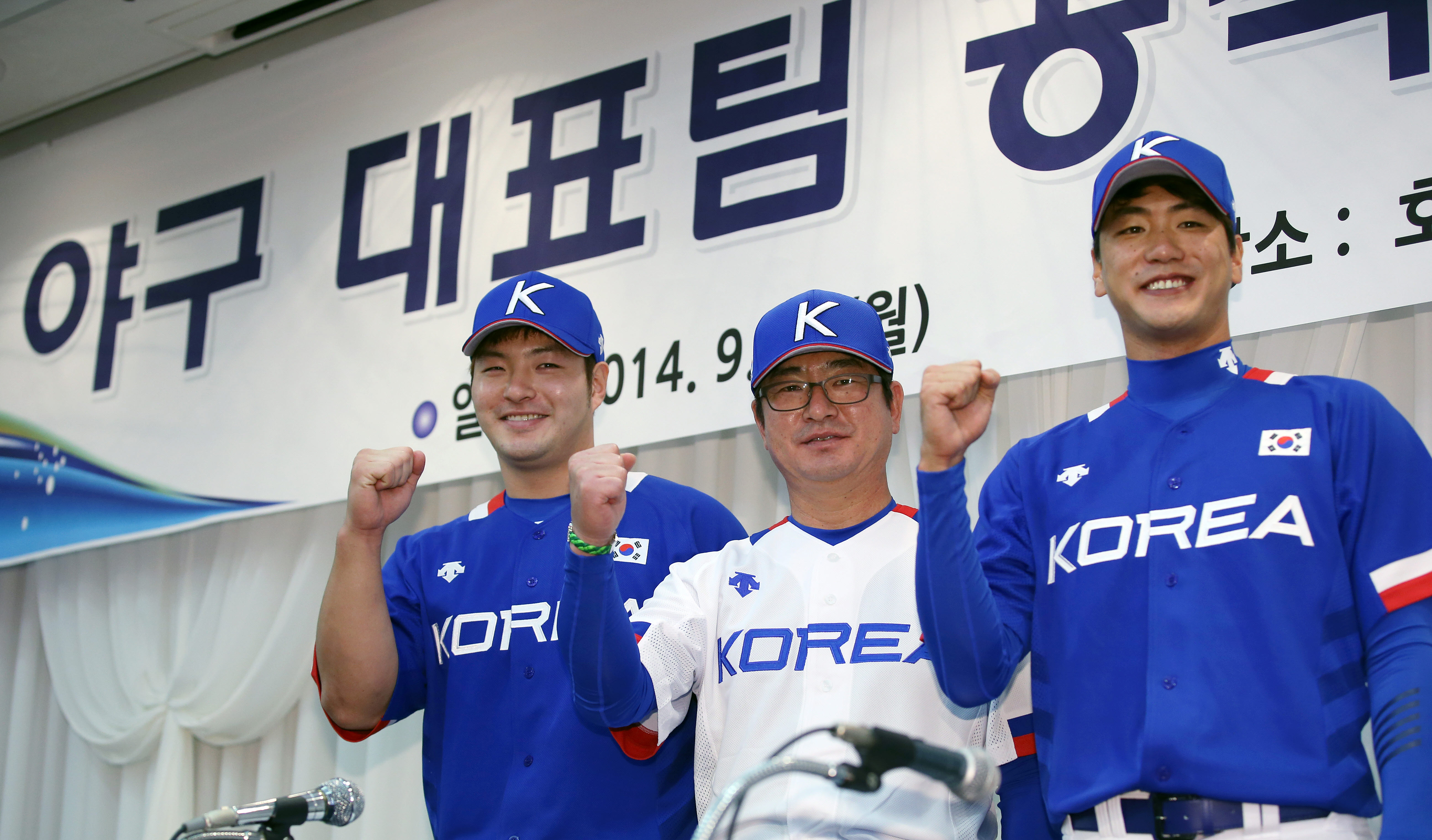
L'équipe de baseball de la Corée du sud lors d'une conférence de presse avant les Jeux asiatiques de 2014

### Courses de moto
En février 2015, Yamaha Motor Racing, un champion du Monde MotoGP, a signé un accord officiel de parrainage avec Descente.

### Triathlon
En avril 2017, Descente est devenue sponsor de l’équipe de triathlon de la Grande-Bretagne.